# اچ‌ام‌اس ملکه (دی۱۹)
اچ‌ام‌اس ملکه (دی۱۹) (به انگلیسی: HMS Queen (D19)) یک کشتی بود که طول آن ۴۹۶ فوت (۱۵۱ متر) بود. این کشتی در سال ۱۹۴۳ ساخته شد.